# Брабцова, Анета
Анета Брабцова (чеш. Aneta Brabcová, 16 сентября 1992, Чехия) — чешская спортсменка, выступающая в пулевой стрельбе. Её специализацией являются стрельба из пневматической винтовки. Бронзовая медалистка Европейских игр 2019 года в Минске и чемпионата Европы 2017 года в Мариборе.

## Карьера
Анета Брабцова выступает за Чехию на международных соревнованиях с 2007 года. В 2010 году она стала чемпионкой мира среди юниорок в команде. Первый взрослый успех пришёл к ней только в 2017 году, на чемпионате Европы в Мариборе Брабцова завоевала бронзовую медаль в командных соревнованиях. В 2019 году вместе с Филипом Непейхалом она стала бронзовой медалисткой Европейских игр в Минске.

## Достижения
Бронзовая медалистка чемпионата Европы 2017 в Мариборе (в команде)
 Бронзовая медалистка Европейских игр 2019 в Минске (в миксте с Филипом Непейхалом)
 Чемпионка мира среди юниорок 2010 в Мюнхене (в команде)
 Серебряная медалистка чемпионата Европы среди юниорок 2012 в Виерумяки (в команде)
 Бронзовая медалистка чемпионата Европы среди юниорок 2011 в Брешии (в команде)